# جوانه‌دار کردن سیب‌زمینی

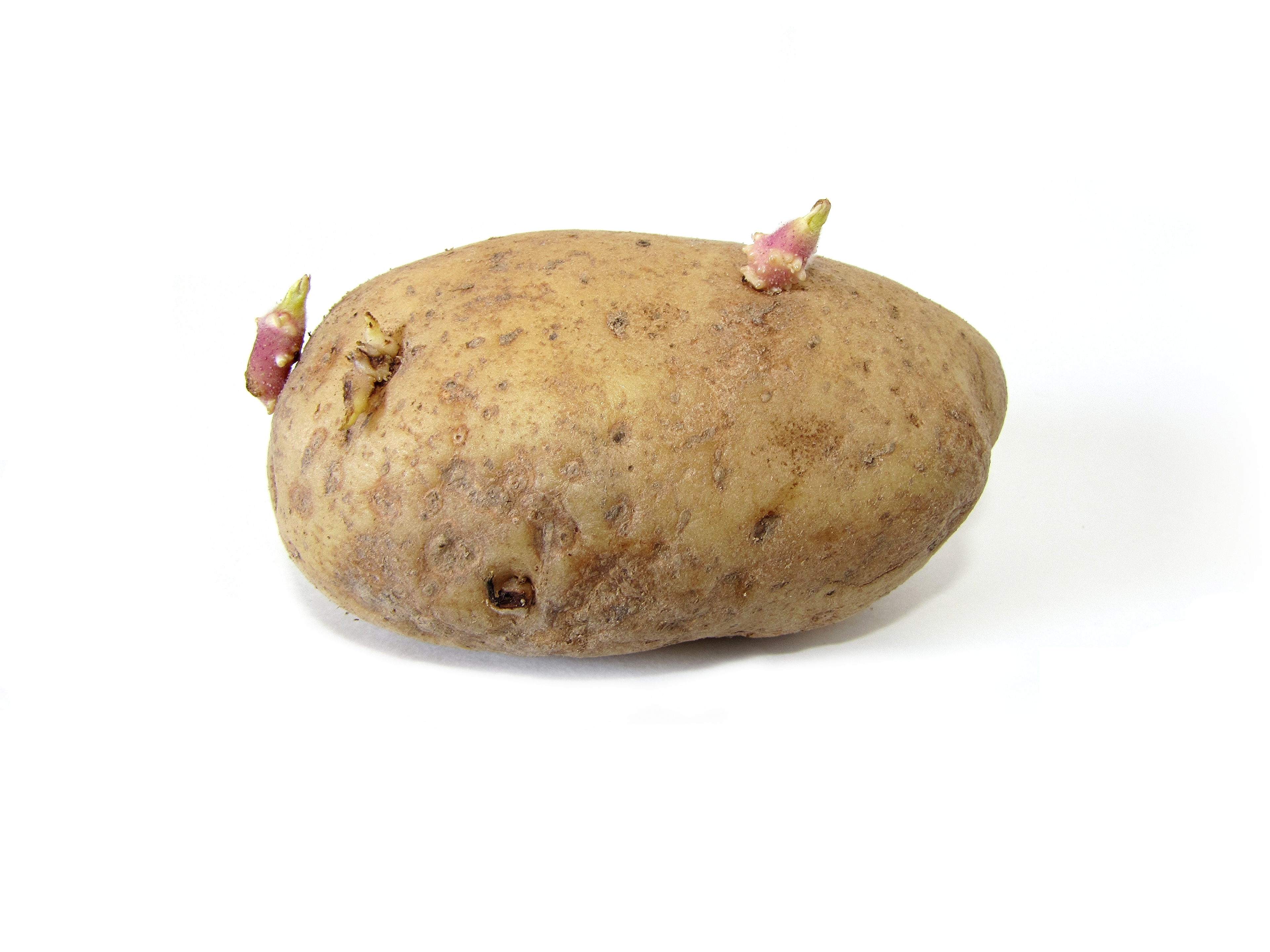
سیب‌زمینی جوانه‌دار

جوانه‌دار کردن سیب‌زمینی یا چیتینگ (به انگلیسی: Chitting) به روشی گفته می‌شود که برای تولید سیب زمینی به کار می‌رود. غده‌های سیب‌زمینی را در سینی (که اغلب در جعبه‌های تخم مرغ) است را در یک مکان نورگیر و سرد، همراه با مقداری آب قرار می‌دهند. پس از مدتی قطعه‌های سیب‌زمینی، پس از رشد بزرگی که جوانهها تقریباً به اندازه ۲٫۵ سانتی‌متر (یک اینچ) شد در داخل خاک کاشته می‌شوند.